# Ömer Faruk Gökçe
Ömer Faruk Gökçe (* 27. Juli 1962 in Elazığ) ist ein ehemaliger türkischer Fußballspieler und -trainer.

## Spielerkarriere
Die Anfänge von Gökçes Profikarriere sind nur teilweise dokumentiert. So spielte er in der Saison 1984/85 für Elazığspor, den Zweitlegiisten seiner Heimatstadt Elazığ. In der kommenden Saison wechselte er innerhalb der Liga zu Gaziantepspor. Nachdem seine Karriere in der Zeit zwischen 1986 und 1990 undokumentiert geblieben war, spielte er in der Saison 1990/91 erneut für Elazığspor. Im Sommer 1991 wechselte er zu Diyarbakırspor und zog bereits nach drei Monaten zu Tarsus İdman Yurdu weiter. Diesen Verein verließ er zum Sommer 1992 und wechselte zum zentralanatolischen Drittligisten Aksarayspor. Nach zwei Jahren kehrte er zu Tarsus İdman Yurdu zurück. Nachdem er von 1995 bis 1998 für Sökspor gespielt hatte, beendete er im Sommer 1998 seine aktive Laufbahn.

### Trainerkarriere
Offiziell begann Gökçe seine Trainerkarriere 2002 in der Nachwuchsabteilung von Elazığspor. Ab dem Sommer 2003 begann er hier als Co-Trainer zuarbeiten und setzt diese Tätigkeit bis ins Jahr 2008 fort. Zwischenzeitlich arbeitete er insgesamt vier Mal interimsweise als Cheftrainer. In der Saison 2004/05 trainierte er die Mannschaft gar ab dem 11. Spieltag bis zum Saisonende, nachdem vorher die Cheftrainer Mehmet Şahan und Ömer Faruk Taşdemir den Verein verlassen hatten.
Zur Saison 2009/10 übernahm er regulär Elazığspor als Cheftrainer, verließ den Verein allerdings nach zwei Monaten wieder.
Im Sommer 2014/15 wurde er erneut bei Elazığspor als Cheftrainer vorgestellt. Später entschied sich der Verein für Ümit Özat als Cheftrainer.